# Los rateros
Los rateros, también conocida como La escapada (The Reivers: A Reminiscence, título original), es una novela de William Faulkner publicada en 1962 y que fue la última escrita por el autor. 
La novela recibió el Premio Pulitzer, lo que le valió a Faulkner ser uno de los tres escritores que lo recibieron en más de una ocasión. Lo había recibido por su novela Una fábula (A Fable), publicada en 1954.
En  Los rateros, Faulkner se aleja de su característico estilo y de recurrir a innovaciones narrativas para escribir un relato directo. La historia, dentro de lo que puede considerarse una novela picaresca, enfrenta la mirada inocente y el idealismo de un niño con la dura realidad de la vida.
La novela fue llevada al cine  en 1969 con el título Los rateros (The Reivers, en le versión original), dirigida por Mark Rydell y protagonizada por Steve Mcqueen.

## Argumento
Los rateros se desarrolla en el año 1905 y trata de la fuga de su casa de Lucius Priest, un niño sureño de once años que decide acompañar a Boon Hogganbeck, empleado de su abuelo, a Memphis, donde piensa casarse con Miss Corrie, una prostituta. Como Boon carece de recursos, roba el nuevo auto del abuelo de Lucius. Otro empleado, Ned McCaslin, un negro inteligente y hábil, los acompaña.
Cuando llegan a Memphis, Boon vende el auto para comprar un caballo para competir en las carreras y ganar dinero suficiente para casarse y recuperar el automóvil.Después de tener que recurrir a las conexiones de Miss Carrie en el ferrocarril y soportar el maltrato de un funcionario que la ha usado sexualmente, consiguen llegar al hipódromo. Lucius monta a Coppermine en una carrera ilícita y la gana gracias a una argucia de Ned con el caballo. 
En el final, el abuelo de Lucius vuelve a comprar el auto, Ned gana mucho dinero en las apuestas y Boon se casa casa con Miss Carrie.